# Tibracana xanthialis
Tibracana xanthialis là một loài bướm đêm trong họ Noctuidae.